# My Heart Can't Beat Unless You Tell It To
My Heart Can't Beat Unless You Tell It To és una pel·lícula dramàtica de terror psicològic estatunidenca del 2020 escrita i dirigida per Jonathan Cuartas i protagonitzada per Patrick Fugit, Ingrid Sophie Schram i Owen Campbell.

## Argument
Els germans Jessie i Dwight tenen cura del seu germà petit, malalt crònic, Thomas, que no pot sortir a l'aire lliure durant el dia i ha de beure sang regularment per sobreviure. Dwight i Jessie proporcionen sang a Thomas assassinant habitualment desconeguts, principalment persones sense llar i vagabunds. Jessie treballa com a cambrera en un restaurant local, mentre que en Dwight es passa els dies empenyent els objectes que troba per la ciutat o agafant a les víctimes, i visitant la Pam, una prostituta a qui paga més per conversar uns minuts després de les seves relacions.
Després d'un assassinat especialment espantós, Dwight demana a Jessie que demani ajuda mèdica real per a Thomas. Ella es nega i, en canvi, ordena a Dwight que procuri una nova víctima. Atrau un migrant de parla espanyola anomenat Eduardo al seu cotxe, però Eduardo s'escapa i fereix a Dwight amb un tornavís quan Dwight intenta escanyar-lo. Dwight sotmet l'Eduardo després d'una baralla al bosc, però les seves súpliques desesperades de clemència convencen en Dwight de deixar-lo viu. Manté l'Eduardo en un celobert al pati.
Enfadada quan Dwight torna a casa sense una font de sang, Jessie mata la Pam, deixant-lo desconcertat. Aquella nit, Thomas es queixa de la solitud a la taula del sopar i implora a Jessie que el deixi socialitzar amb els nens locals que escolta fora de la seva finestra. Quan ella es nega, ell bolca el seu bol de sang, indignant-la. L'Eduardo s'escapa del cobert i intenta matar en Dwight, però ell es resisteix i mata a Eduardo mentre Thomas mira. L'endemà, en un intent de posar-se en contacte amb el món exterior, Thomas escriu una nota en un avió de paper i obre la porta principal per llançar-la a un grup d'adolescents que passaven. Dwight el cobreix ràpidament amb una manta i el torna a tirar dins, però no abans que Thomas pateixi cremades greus al braç.
Més tard, un dels adolescents que va trobar la nota de Thomas, Turner, arriba a la casa mentre Jessie està fora buscant una víctima. Thomas el convida a entrar i intenta connectar-se amb ell jugant a un joc d'endevinalles que inclou la publicació de cançons que Thomas toca al piano i oferint-li sang per beure. Quan Dwight entra a la cuina i descobreix a Turner, Dwight l'amenaça amb un ganivet, però està a punt de deixar-lo marxar quan sent que Jessie torna a casa amb una nova víctima i empeny Turner a un armari, ordenant-li que calli. Quan Jessie l'escolta i obre la porta de l'armari davant les súpliques d'en Dwight de no fer-ho, Turner l'apunyala amb un ganivet de cuina i fuig. Encara que sagna molt, Jessie ordena a Dwight que persegueixi i mati a Turner. En Thomas va al seu costat mentre treu el ganivet i mor desagnat a la banyera, demanant-li que li prengui la sang i dient-li que ho sent.
Dwight troba en Turner, però li salva la vida i el porta a casa amb el seu pare solter, advertint-li que no torni. Dwight torna a casa per trobar Jessie morta a la banyera i Thomas consumint-li la sang. Enfurismat, en Dwight ataca en Thomas i el tanca en una habitació amb el cos de l'última víctima de Jessie. Dwight enterra Jessie, després renta el dipòsit de sang per l'aigüera i llença la galleda.
Al matí, en Dwight empaqueta les seves coses i li diu a Thomas que marxarà i que no tornarà mai més. Poc després, però, canvia de parer després de veure una família feliç en un restaurant. Dwight torna a casa i troba en Thomas sota una manta. Thomas demana disculpes pel seu paper en la mort de Jessie, i els germans s'abracen i ploren junts. Llavors Thomas li demana a Dwight que tregui el cartró que cobreix la finestra. Dwight fa això, plorant mentre la llum del sol omple l'habitació.
Sol, Dwight travessa el país i s'atura en un moll. Immers en el pensament, es queda mirant per sobre de l'aigua.

## Repartiment
- Patrick Fugit com a Dwight
- Owen Campbell com a Thomas
- Ingrid Sophie Schram com a Jessie
- Katie Preston com a Pam
- Moises Tovar com Eduardo
- Judah Bateman com Turner

## Producció
La fotografia principal va començar el maig de 2019 a Salt Lake City.
La pel·lícula tenia previst estrenar-se mundialment al 19è Festival de Cinema de Tribeca l'abril de 2020 abans que el festival s'ajornés a causa de la pandèmia de COVID-19.

## Estrena
El setembre de 2020, es va anunciar que Dark Sky Films va adquirir els drets de distribució dels Estats Units de la pel·lícula.

## Recepció
Bobby LePire de Film Threat va donar a la pel·lícula un 7 sobre 10. Al lloc web de l'agregador de ressenyes Rotten Tomatoes, la pel·lícula té una puntuació d'aprovació del 98 % basada en 48 ressenyes, amb una valoració mitjana de 7.7/10 i el consens del lloc afirma: "Inquiet i convincent en la mateixa mesura, My Heart Can't Beat Unless You Tell It To llança un encanteri visualment sorprenent i que provoca reflexions."

## Premis
Al LIII Festival Internacional de Cinema Fantàstic de Catalunya, on va guanyar el Premi Noves Visions i el Premi Ciutadà Kane a la direcció revelació.